# Papamosques d'Ussher
El papamosques d'Ussher (Muscicapa ussheri; syn: Bradornis ussheri) és una espècie d'ocell de la família dels muscicàpids (Muscicapidae) pròpia de l'Àfrica occidental. Es troba a Costa d'Ivori, Ghana, Guinea, Guinea Bissau, Libèria, Nigèria i Sierra Leone. Habita els boscos secs subtropicals o tropicals i els boscos subtropicals i tropicals de terres baixes humides. El seu estat de conservació es considera de risc mínim.
El nom específic d'Ussher fa referència a Herbert Taylor Ussher (1836-1880), governador britànic de Labuan, Borneo i la Costa de l'Or.

## Taxonomia
A la Classificació del Congrés Ornitològic Internacional (versió 11.2, 2021) se'l considera al gènere Muscicapa. Tanmateix, en el Handook of the Birds of the World i la quarta versió de la BirdLife International Checklist of the birds of the world (desembre 2019) se'l classifica dins del gènere Bradornis (B. ussheri), juntament amb altres cinc espècies de papamosques.